# Natroboltwoodite
La natroboltwoodite è un minerale il cui nome è stato attribuito per l'analogia con la boltwoodite ed in riferimento al suo contenuto di sodio (natrum).